# Världsmästerskapen i hastighetsåkning på skridskor 1893
De fjärde världsmästerskapen i hastighetsåkning på skridskor för herrar anordnas på Museumplein i  Amsterdam 13 - 14 januari 1893. 17 deltagare kommer från fyra länder. För första gången åker man de meter-distanser som gäller än idag.

## Resultat
- - 500 meter
- 1 Jaap Eden  Nederländerna – 51,2
- 2 Einar Halvorsen  Norge – 52,0
- 3 Oskar Fredriksen  Norge – 52,0
- 4 Rudolf Ericson  Sverige – 52,2

- - 1 500 meter
- 1 Jaap Eden  Nederländerna – 2.48,2
- 2 Oskar Fredriksen  Norge – 2.55,0
- 3 Rudolf Ericson  Sverige – 2.59,2

- - 5 000 meter
- 1 Jaap Eden  Nederländerna – 9.59,0
- 2 Filip Petersen  Norge – 10.31,4
- 3 Rudolf Ericson  Sverige – 10.36,8

- - 10 000 meter
- 1 Oskar Fredriksen  Norge – 20.21,4
- 2 Rudolf Ericson  Sverige – 21.13,0
- 3 Filip Petersen  Norge – 21.23,4

- - Sammanlagt
- 1 Jaap Eden  Nederländerna, världsmästare
- 2 Rudolf Ericson  Sverige
- 3 Filip Petersen  Norge

- - För att få titeln världsmästare krävdes enligt då gällande regler att man vunnit minst tre distanser.

### Fotnoter
1. ↑  ”World Championship Allround” (på engelska). Speedskatingstats. http://www.speedskatingstats.com/index.php?file=championships&g=m&type=wchall&year=1889. Läst 28 juli 2017.